# Aneflomorpha gracilis
Aneflomorpha gracilis là một loài bọ cánh cứng trong họ Cerambycidae.